# Museo di anatomia umana (Università degli Studi della Campania Luigi Vanvitelli)
Il Museo Anatomico dell'Università degli Studi della Campania "Luigi Vanvitelli" è un ente didattico situato nella città di Napoli, ubicato presso l'istituto di anatomia umana nei chiostri di Santa Patrizia dell'Università degli Studi della Campania "Luigi Vanvitelli".
È uno dei musei di anatomia più importanti al mondo e contiene la targa di un omero preparato dal grande anatomista fiammingo Andrea Vesalio nel XVI secolo.

## Storia
Creato tra la fine del XVIII secolo e l'inizio dell'XIX secolo, principalmente a scopo didattico e grazie ad una serie di collezioni che vi furono collocate in seguito all'affermazione delle teorie evoluzionistiche di Charles Darwin.
Chiuso dopo un lungo periodo di restauro, è stato riaperto al pubblico nel 2015. Nel 2020 ha ricevuto il premio Travellers' Choice Awards di Tripadvisor.

## Descrizione
Nel museo è presente una sezione relativa all'anatomia normale, in cui è possibile trovare, tra l'altro, una raccolta di organi in cera curata da Francesco Citarelli e una sequenza di organi interni, molti dei quali essiccati.
Vi è poi una sezione interessata all'anatomia patologica; qui sono conservati feti malformati, teste ciclopiche e numerosi reperti di “mostruosità” in formalina o alcool.

## Collezioni
Tra le collezioni presenti, troviamo la peculiare Collezione dei Crani della Vicaria: si tratta di quattro crani di malavitosi giustiziati nell’aprile del 1800 nel Tribunale della Vicaria. I personaggi sono Giuditta Guastamacchia, il chirurgo Pietro de Sandoli, il padre di lei Nicola ed un sicario Michele Sorbo assoldato per uccidere il marito di Giuditta. Sui crani sono ancora visibili i segni degli studi di Frenologia. Un catalogo completo dei preparati è apparso su Museologia Scientifica.